# 기분 장애

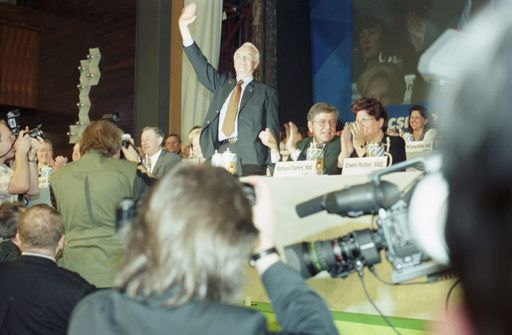
어떤 형태로든 권력을 행사하는 사람들에게 영향을 미치는 정서적 장애가 있으며, 그 중 오만 증후군, 과대망상증, 과식증 또는 자기애가 두드러진다.

기분장애(氣分障碍, 영어: mood disorder 또는 mood affective disorders) 감정장애는 감정, 기분 등에 대한 장애를 가진 정신 질환이다. 어느 정도의 기간 동안 지속되는 기분(감정)의 변조(變調)에 의해 고통을 느끼거나 일상 생활에 지장을 초래하는 상태를 말한다. 정신의학에서는 주요우울장애와 양극성 장애를 비롯하여 다양한 기분 장애가 분류되어 있다. 이 분류는 정신 장애 진단 및 통계 매뉴얼(DSM) 및 국제 질병 분류(ICD)에 속한다.
기분 장애는 조증 또는 경조증과 같은 비정상적으로 고양된 기분을 포함하여 7개 그룹으로 분류된다. 가장 잘 알려져 있고 가장 많이 연구된 우울증 기분은 주요 우울 장애(MDD, 즉 임상 우울증, 단극성 우울증 또는 주요 우울증으로도 알려짐)이다. 양극성 장애(BD, 이전 명칭: 조울증)로 알려진 조증과 우울증 사이를 순환하는 기분 등이 있다. 기분부전장애(MDD와 유사하지만 더 오래 지속되고 지속적이나, 종종 경미함) 및 순환기분장애(BD와 유사하지만 경미함)와 같이 덜 심각한 증상을 특징으로 하는 우울증 장애 또는 정신과적 증후군의 여러 하위 유형이 있다.
어떤 경우에는 양극성 장애, 우울증 장애 등 한 가지 이상의 기분 장애가 개인에게 나타날 수 있다. 기분 장애와 정신분열증이 모두 개인에게 있는 경우 이를 정신분열정동장애라고 한다. 기분 장애는 물질로 인해 발생하거나 의학적 상태에 대한 반응으로 발생할 수도 있다.
잉글랜드인 정신과의 헨리 모즐리(Henry Maudsley)는 정서 장애의 포괄적인 범주를 제안했다. 그 후 이 용어는 기분 장애로 대체되었다. 후자의 용어는 근본적인 또는 장기적인 감정 상태를 나타내는 반면, 전자는 다른 사람들이 관찰하는 외부 표현을 의미하기 때문이다.

## 같이 보기
- 인격장애
- 기분 장애
- 기분부전장애
- 주요 우울 삽화
- 주요 우울 장애
- 파괴적 기분조절부전장애